# Hin helgu vé
Hin helgu vé é um filme de drama sueco-islandês de 1993 dirigido e coescrito por Hrafn Gunnlaugsson.
Foi selecionado como representante da Islândia à edição do Oscar 1994, organizada pela Academia de Artes e Ciências Cinematográficas.

## Elenco
- Steinþór Rafn Matthíasson - Gestur
- Alda Sigurðardóttir - Helga
- Helgi Skúlason - pai de Helga
- Tinna Finnbogadóttir - Kolla